# Verena Wagner Lafferentz
Verena Wagner Lafferentz, född 2 december 1920 i Bayreuth, Tyskland, död 19 april 2019 i Überlingen, Tyskland, var det fjärde barnet och yngsta dottern till Winifred och Siegfried Wagner, och yngsta barnbarn till den tyske kompositören Richard Wagner. Hon var också barnbarnsbarn till kompositören Franz Liszt.

## Biografi
Hennes far dog, 61 år gammal, när hon var 10 år. Verena Wagner växte upp i Villa Wahnfried i Bayreuth och gick i lantskolan i Obernkirchen. Adolf Hitler var en stor anhängare av Wagners musik och kom mycket nära vän med Verenas mor, Winifred Wagner, som var en fanatisk beundrare av Hitler. Det gick till och med rykten om att de skulle gifta sig. Hon träffade honom vid Festspelen i Bayreuth 1923. Hitler blev också vän med hennes barn och behandlade dem som sina egna.
År 1940 ryktades det faktiskt att Verena Wagner och Hitler också hade ett romantiskt förhållande, även om Hitler sades ha varit obekväm med hur allmänheten skulle acceptera deras åldersskillnad på tre decennier.
Många hävdar att Hitler gärna skulle velat gifta sig med Richard Wagners barnbarn, den tjugoåriga, livfulla Verena Wagner, som var en flitig besökare och semestergäst i hans bergsstuga, om han inte principiellt motsatte sig äktenskap mellan personer i så olika åldrar. Hon har rykte om sig att vara hans mest frispråkiga kritiker och berättade med föga smickrande ord enkla sanningar som ingen kabinettsmedlem skulle våga uttala.
År 1943 gifte sig Verena Wagner med Bodo Lafferentz, medlem i nazistpartiet från 1933 och en högt uppsatt officer (SS-Obersturmbannführer) i SS från 1939, placerad vid Centralbyrån för ras och bosättning. I den del som tillhörde koncentrationslägret Flossenbürg var han chef för det experimentella missilcentret, medan hans svåger Wieland Wagner, tog emot arbetare från lägret till Festspelen. Bodo Lafferentz var också ansvarig för biljettförsäljningen vid Festspelen i Bayreuth, de så kallade "Kriegsfestspiele", som förvandlades under andra världskriget och i praktiken kontrollerades av den nazistiska staten. Efter kriget internerades hennes make under de allierades avnazifieringsprogram och släpptes 1949. De fick fem barn: Amélie (1944–), Manfred (1945–), Winifred (1947–), Wieland (1949–) och Verena (1952–). Efter återöppnandet av Festspelen 1951 avlägsnades hon från att regissera till förmån för sina bröder Wieland och Wolfgang, troligen på grund av hennes direkta kopplingar till nazistregimen.
Verena Lafferentz-Wagner var en ivrig anhängare av omvandlingen av Wahnfriedvillan i Bayreuth till Richard Wagner-museet. Museet öppnades 1973. Hon skilde sig från andra medlemmar av Wagnerfamiljen genom sin brist på konstnärliga ambitioner, med undantag för tillfälliga framträdanden vid Festspelen i Bayreuth och andra musikaliska minneshögtider till hennes farfars ära. Wagner Lafferentz deltog i den internationella Richard Wagner-kongressen i Köpenhamn 2003 och deltog som hedersgäst i en föreställning av Valkyrian på Det Kongelige Teater med drottning Margrethe, Wagnerkongressens beskyddare prins Henrik, Wolfgang och Gudrun Wagner, samt Birgit Nilsson. I februari 2007 öppnade hon som hedersgäst en stor konsert med sin farfars verk i Sofia i Bulgarien.
Hon undvek rampljuset. När 200-årsdagen av hennes farfars födelse firades i Bayreuth maj 2013 satt hon i familjelogen men det var först när hennes brorsdotter Daphne Wagner drog publikens uppmärksamhet till henne, som de hälsade den gråhåriga, äldre damen med applåder. Verena Wagner Lafferentz levde anspråkslöst som pensionär i familjens sommarhus i byn Nußdorf i Überlingen i Tyskland, vid Bodensjön, nära den schweiziska gränsen. Hon avled i sitt hem i Nußdorf 2019, 98 år gammal. Wagner Lafferentz var hedersmedlem i olika internationella Wagnersällskap, vice ordförande i Richard Wagners stiftelse och styrelseledamot i Bayreuthfestspelen.